# Сражение при Фрасине
Сражение при Фрасине — одно из сражений русско-турецкой войны (1806—1812), произошедшее 29 августа (10 сентября) 1809 года на территории Валашского княжества севернее Журжи.

## Перед сражением
В начале августа 1809 года османский верховный визирь Юсуф-паша с 40-тысячной армией располагался у Шумлы. Узнав о переходе корпуса М. А. Милорадовича в Добруджу на соединение с главной армией П. И. Багратиона, он решил перейти Дунай у Силистрии и двинуться к Бухаресту, чтобы отрезать стоявший там корпус А. Ф. Ланжерона от главной армии и, угрожая сообщениям Багратиона, заставить его отступить на левый берег Дуная.
Благодаря хорошо организованной разведке, Ланжерон 23 августа  узнал о сосредоточении у Рущука значительных неприятельских сил и переходе их через Дунай и сосредоточении у Журжи. Ланжерон решил действовать энергично и выступил из Бухареста к Фалаштоку. 27 августа туда же подошёл отряд генерал-лейтенанта Эссена-3-го. Имея под своим командованием 6323 человек, 28-го Ланжерон выступил к Журже и к вечеру расположился  у деревни Боняса, решив атаковать турок утром на следующий день.

## Ход сражения
Утром 29-го Ланжерон продвинул свой отряд и расположил его скрытно в лощине. Авангард Грекова (3 батальона, 2 казачьих полка, 200 улан, 4 орудия), выдвинутый вперед за деревню Фрасине, выдержал утром 4-часовой бой с 3 тысячами янычар и конницы Босняк-аги, заставив отступить вражеский авангард.
В 11 часов дня Босняк-ага, получивший подкрепление, с 11 тысячами войск (из них более 6 тысяч конницы) перешел в наступление на Фрасине и по долине ручья Дая в обход правого фланга Грекова. Греков отступил и расположился за Фрасине, в лощине. Несмотря на численное превосходство и неоднократные атаки, турки не могли сбить русских с позиции. Ланжерон выслал на подкрепление авангарда вначале 2 батальона, 5 эскадронов, 12 орудий под командой генерал-майора Ермолова, а вслед за ними отряд Эссена, который окружил левый фланг противника. Затем весь боевой порядок перешёл в наступление. Турки были опрокинуты и, потеряв 900 человек, бежали к Журже, преследуемые казаками.

## Результаты
На следующий день Ланжерон подошел к Журже и развернул войска в 4 верстах от нее. Здесь, ожидая наступления турок, он простоял весь день и только вечером отошел на несколько верст, к деревням Турбат и Чатырджоглу, где и оставался до 4 сентября. 
Визирь, сбитый с толку энергичным наступлением Ланжерона и узнавший о движении Багратиона к Траянову валу, опасаясь за свои коммуникации при вторжении в Валахию, отказался от задуманного плана и стал стягивать войска к Рущуку.